# Santiago Fisas Ayxelá
Santiago Fisas Ayxelá (ur. 29 sierpnia 1948 w Barcelonie) – hiszpański prawnik i polityk, minister w rządzie Madrytu (2003–2009), poseł do Parlamentu Europejskiego VII i VIII kadencji.

## Życiorys
Ukończył w 1971 studia z zakresu prawa Uniwersytetu Barcelońskiego, podjął praktykę w zawodzie adwokata. Pełnił różne funkcje w administracji regionalnej Katalonii. Był też wiceprzewodniczącym organizacji młodzieżowej działającej przy partii Unió de Centre de Catalunya. W 1987 został kuratorem fundacji Muzeum Sztuki Współczesnej w Barcelonie. W 1996 wstąpił do Partii Ludowej w Katalonii, zasiadał w krajowym komitecie wykonawczym ugrupowania.
Podczas rządów PP w Hiszpanii pełnił funkcję dyrektora generalnego ds. sportu (1996–1999) oraz sekretarza stanu do spraw sportu i przewodniczącego Consejo Superior de Deportes (1998–1999). Był też wiceprezesem Hiszpańskiego Komitetu Olimpijskiego. W 1999 wszedł w skład zgromadzenia miejskiego Barcelony. Od 2003 stał na czele ministerstwa kultury i sportu w regionalnym rządzie Madrytu pod przewodnictwem Esperanzy Aguirre. W 2009 został wybrany na posła do Parlamentu Europejskiego, w wyborach w 2014 uzyskał reelekcję na okres VIII kadencji PE, zasiadając w nim do 2019. W tym samym roku opuścił ludowców, współtworząc w Katalonii regionalne ugrupowanie pod nazwą Lliga Democràtica.